# Харисонбург (Луизијана)
Харисонбург (енгл. Harrisonburg) град је у америчкој савезној држави Луизијана.

## Демографија
По попису из 2010. године број становника је 348, што је 398 (-53,4%) становника мање него 2000. године.
| Група             | 2000.       | 2010.       |
| Белци             | 324 (43,4%) | 242 (69,5%) |
| Афроамериканци    | 409 (54,8%) | 87 (25,0%)  |
| Азијати           | 11 (1,5%)   | 0 (0,0%)    |
| Хиспаноамериканци | 0 (0,0%)    | 9 (2,6%)    |
| Укупно            | 746         | 348         |